# 이원호 (사격 선수)
이원호(1999년 8월 15일~)는 대한민국의 사격 선수이다.

## 생애
부산광역시에서 태어나 온천중학교, 부산체육고등학교를 입학한 후 사격에 전념하며 전국사격대회에서 참가했다. 동명대학교를 졸업하고, 사격 국가대표 선수에 전념했다.
그리고 KB 국민은행 사격단에 들어가 국가대표로 입성하였으며, 2023년 FISU 하계 세계 대학 경기 대회에 참가하여 단체전에서 금메달, 혼성전에서 동메달을 획득하였다.
2022년 아시안 게임에 참가하여 10m 개인전에서 은메달을 획득하였고, 10m 혼성전에서 김보미와 참가하여 동메달을 획득하였다.